# Alfredo Lamadrid
Jorge Alfredo Lamadrid Bernal (Santiago, 2 de junio de 1943) es un periodista, conductor y director de televisión chileno. Ha creado y participado en varios programas de televisión consagrados de la televisión chilena.

## Vida personal
Lamadrid estudió en el Liceo Manuel Arriarán Barros, posteriormente estudió Periodismo en la Universidad de Chile.
Está casado con Patricia Ojeda con quien tiene 3 hijos (Alfredo Patricio, Andrés Ignacio y Benjamín Fernando).

## Vida profesional
Trabajó como redactor de la revista Ritmo. Su primera incursión en la televisión fue como asistente de producción en el programa Domingo feliz del Canal 6 de la Universidad de Chile en 1973 —estación creada tras la toma de Canal 9 por parte de sus trabajadores y que se fusionaría tras el golpe de Estado—.
También trabajó como profesor de Periodismo y Comunicación Audiovisual en la Uniacc. Es conductor de su programa Cada Día Mejor, transmitido por el canal La Red entre 2005 y 2020 y luego por cadadiamejortv.cl desde julio de 2022.

## Programas

### Conductor
- Cada Día Mejor (La Red, abril 2005-diciembre 2020; Cadadiamejortv.cl, julio 2022-presente)
- Humanamente Hablando... La Entrevista (UCV Televisión, 1994-1995; La Red, 1996-1997; Megavisión/Mega, 1998-2004)
- Un Personaje, Una Historia (Mega, enero 2003)
- Mesa Reservada (La Red, 2008-2011)

### Director
- Los Bochincheros (Canal 9/Teleonce, 1976-1980)
- Chilenazo (Teleonce, 1980-1982)
- Éxito (Canal 13, 1984-1992)
- Festival de la Canción de Viña del Mar (Megavisión, febrero 1997)

## Libros
- Detrás de la pantalla (1991), editorial edimpres, 167 páginas, ISBN 2-496-058[2]
- Nada es como era (2006), editorial Zig-Zag, 230 páginas, ISBN 956-12-1839-9[3]

## Filmografía
- Todo por nada - 1989 (Director).

## Premios
Alfredo Lamadrid ha recibido los siguientes galardones y reconocimientos:
- Consejo Mundial de Educación.
- Consejo Nacional de Televisión.
- Premios Apes (Asociación de Periodistas de Espectáculos) en dos oportunidades.
- Premio TV-Grama en 2 oportunidades.
- Laurel de Oro en cuatro oportunidades.
- Premio Chaplin a la trayectoria otorgado por Procom.
- Premio al Mejor Comunicador entregado por Coaniquem.
- Premio Periodismo Alberto Hurtado Cruchaga.
- Premio Anptel (Agrupación Nacional de Periodistas de Televisión).
- Premio Diego Portales otorgado por el comercio.
- Premio Institucional de la Universidad Uniacc.
- Premio al Mejor Conductor entregado por Conifos (Consejo Nacional de Instituciones Privadas de Formación Superior).
- Premio Gran Estreno Diario La Tercera.